# Armoriale dei comuni delle Bocche del Rodano
Questa pagina contiene le armi (stemma e blasonatura) dei comuni delle Bocche del Rodano.
| Stemma | Nome del comune e blasonatura |
| ------ | --- |
|        | Aix-en-Provence d'or aux quatre pals de gueules ; au chef tiercé en pal : au premier d'argent à la croix potencée d'or cantonnée de quatre croisettes du même, au deuxième d'azur semé de fleurs de lys d'or brisé en chef d'un lambel de cinq pendants de gueules, au troisième d'azur semé de fleurs de lys d'or à la bordure de gueules (d'oro, a quattro pali di rosso; al capo interzato in palo: nel 1° d'argento, alla croce potenziata d'oro accantonata da quattro crocette dello stesso; nel 2° d'azzurro seminato di gigli d'oro brisato in capo a un lambello di cinque pendenti di rosso; nel 3° d'azzurro seminato di gigli d'oro alla bordura di rosso) |
|        | Allauch D'azur au croissant renversé d'argent, accompagné en pointe de trois étoiles du même et en chef de deux vols accostés (d'azzurro, al crescente rovesciato, accompagnato in punta da tre stelle e in capo da due voli accostati il tutto d'argento) |
|        | Alleins De gueules à dix losanges accolées d'or, posés 4, 4, 2 (di rosso, a dieci losanghe accollate d'oro, poste 4, 4, 2) |
|        | Arles D'azur au léopard lionné d'or assis, la queue remontant entre les jambes, la patte dextre élevée tenant un labarum de Constantin du même chargé d'une inscription de sable CIV.AREL. (d'azzurro, al leopardo illeonito d'oro seduto, con la coda che risale tra le gambe, con la zampa destra sollevata e tenente un labaro di Costantino dello stesso caricato dall'iscrizione in lettere maiuscole di nero CIV.AREL.) |
|        | Aubagne D'azur à la lettre A d'or entrelacée avec une lettre V du même surmontée de deux fleurs de lys d'or, en pointe une mer d'argent (d'azzurro, alla lettera A d'oro intrecciata con una lettera V dello stesso, sormontata de due gigli pure d'oro, al mare d'argento movente dalla punta) |
|        | Aureille Parti de gueules à une tour d'or; parti d'or à un lion assis de gueules (partito di rosso, alla torre d'oro, e d'oro, al leone seduto di rosso) |
|        | Auriol De sinople au loriol au naturel perché sur une branche d'argent et aux deux feuilles remplies du champ (di verde, al rigogolo al naturale, posato su un ramo d'argento, fogliato di due pezzi ripieni del campo) |
|        | Auriol (stemma antico) D'or à un oiseau appelé loriot de sinople, perché sur une branche d'arbre, posé en bande, du même (d'oro, al rigogolo di verde, posato su un ramo d'albero, posto in banda, dello stesso) |
|        | Aurons De gueules, à un boeuf d'or, coupé d'argent, à une barre de sinople (troncato di rosso, al bove d'oro, e d'argento, alla sbarra di verde) |
|        | La Barben De sinople à la fontaine formée de deux têtes de lion accolées et adossées d'or et colletées ensemble de gueules, de la bouche desquelles jaillissent deux jets d'eau d'argent tombant sur une champagne ondée de même, ladite fontaine surmontée d'un château flanqué de deux tours d'argent, ouvert et maçonné de sable, brochant sur un chef cousu d'azur (Di verde, alla fontana formata da due teste di leone accollate e addossate d'oro, collarinate insieme di rosso, dalla cui bocca zampillano due getti d'acqua d'argento ricadenti su una campagna ondata dello stesso, essa fontana sormontata da un castello fiancheggiato da due torri d'argento, aperto e mattonato di nero, attraversante sul capo cucito d'azzurro. ) |
|        | Barbentane De gueules, à une tour d'argent, maçonnée de sable (di rosso, alla torre d'argento, murata di nero) |
|        | Les Baux-de-Provence De gueules à l'étoile à seize branches d'argent (di rosso, alla stella di sedici raggi d'argento) |
|        | Beaurecueil D'azur, à deux lions d'or affrontés tenant entre leurs pattes un coeur d'argent (d'azzurro, a due leoni d'oro affrontati e tenenti con le zampe un cuore d'argento) |
|        | Belcodène De gueules, à un lion d'argent (di rosso, al leone d'argento) |
|        | Berre-l'Étang De gueules au lion d'argent, la queue fourchue, armé, lampassé et couronné d'or; portant sur l'épaule une moucheture d'hermine de sable; au chef parti: au 1er d'azur semé de fleurs de lis d'or et au lambel à trois pendants de gueules, au 2e d'azur semé de fleurs de lis d'or et à la bordure de gueules (di rosso, al leone d'argento, con la coda forcata, armato, lampassato e coronato d'oro, recante sulla spalla una moscatura d'armellino di nero; al capo partito: nel 1° d'azzurro, seminato di gigli d'oro, al lambello di rosso; nel 2° pure d'azzurro, seminato di gigli d'oro, alla bordura di rosso) alias: De gueules, à un lion d'or, tenant de sa pâte dextre une fleur de lys du même; et un chef, parti au 1er, d'azur, semé de fleurs de lis d'or, brisé d'un lambel de gueules, et au 2ème, aussi d'azur, semé de fleurs de lis d'or, brisé d'une bordure de gueules (di rosso, al leone d'oro, tenente con la zampa destra un giglio dello stesso; al capo partito: nel 1° d'azzurro, seminato di gigli d'oro, brisato dal lambello di rosso; nel 2° pure d'azzurro, seminato di gigli d'oro, brisato dalla bordura di rosso) |
|        | Bouc-Bel-Air D'azur, à un cerf rampant, d'or (d'azzurro, al cervo rampante d'oro) |
|        | La Bouilladisse D'or à quatre pals de gueules; au chef d'or à un loriot de sinople perché sur une branche du même, accosté de deux B affrontés, de sable (d'oro, a quattro pali di rosso; al capo d'oro, al rigogolo di verde, appollaiato su un ramo dello stesso, accostato da due B affrontate, di nero) |
|        | Boulbon De gueules, à un lion d'argent (di rosso, al leone d'argento) |
|        | Cabannes D'azur, à un cor de chasse d'or, surmonté de trois bilettes du même, arrangées en chef (d'azzurro, al corno da caccia d'oro, sormontato da tre biglietti dello stesso ordinati in fascia nel capo) |
|        | Cabriès D'or, à un chêne de sinople, et une chèvre de gueules, rampante contre le pied de l'arbre (d'oro, alla quercia di verde, e una capra di rosso, rampante al piede dell'albero) |
|        | Cadolive D'argent à une branche d'olivier de sinople fruitée de sable; au chef cousu d'azur portant en lettres de sable CADO OULIVO VEN A BEN (d'argento, al ramo d'olivo di verde, fruttato di nero; al capo d'azzurro caricato dalle parole CADO OULIVO VEN A BEN, in lettere maiuscole di nero, poste su due righe) |
|        | Carnoux-en-Provence De gueules à la barre cousue d'azur accompagnée, en chef,de trois croissants mal ordonés adossés d'argent et, en pointe, d'une fleur de lys d'or surmontée d'un lambel du même (di rosso, alla sbarra cucita d'azzurro, accompagnata in capo da tre crescenti male ordinati e addossati d'argento e in punta da un giglio d'oro sormontato da un lambello dello stesso) |
|        | Carry-le-Rouet D'azur, à une tour carrée d'or sur une mer d'argent (d'azzurro, alla torre quadrata d'oro su un mare d'argento) |
|        | Cassis D'azur à la crosse d'or accompagnée de deux poissons affrontés d'argent posés en pal (d'azzurro, alla croce pastorale d'oro accompagnata da due pesci affrontati d'argento posti in palo) |
|        | Ceyreste D'argent, à une barre d'azur, coupé de sinople, à un lévrier d'argent (troncato d'argento, alla sbarra d'azzurro, e di verde, al levriere passante d'argento) |
|        | Charleval D'azur à un boeuf ailé d'or (d'azzurro, al bove alato d'oro) |
|        | Châteauneuf-les-Martigues D'azur, à un chateau d'argent, fermé et maçonné de sable, flanqué à dextre d'une grosse tour quarrée aussi d'argent, maçonné de sable, sur une terrasse d'argent (d'azzurro, al castello d'argento, chiuso e murato di nero, fiancheggiato a destra da una grossa torre quadrata pure d'argento, murata di nero, su una terrazza del secondo) |
|        | Châteauneuf-le-Rouge De gueules, à un pal d'or, coupé d'or à un bouc de sable (troncato di rosso, al palo d'oro, e d'oro, all'ariete di nero) |
|        | Châteaurenard D'or, à un château de gueules, surmonté d'un renard du même (d'oro, al castello di rosso, sormontato da una volpe dello stesso) |
|        | La Ciotat D'azur au château d'argent, ouvert de trois portes de champ, ajouré et maçonné de sable, sommé d'une crosse issante d'or, posé sur des onde de sinople mouvant de la pointe et chargées d'un poisson aussi d'or (d'azzurro, al castello d'argento, aperto di tre porte del campo, finestrato e murato di nero, cimato da un pastorale uscente d'oro, posto su delle onde di verde moventi dalla punta e caricate da un pesce pure d'oro) |
|        | Cornillon-Confoux De sable, à une femme d'argent tenant de sa main dextre un croissant du même, ayant sa main senestre fermée, à la réserve de l'index et posée au milieu de l'estomac, l'index vers la pointe (di nero, alla donna d'argento tenente nella mano destra un crescente dello stesso, con la mano sinistra chiusa, tranne l'indice posto nel centro dello stomaco e diretto verso la punta) |
|        | Coudoux Coupé: au premier de gueules à l'étoile de seize rais d'or, au franc-canton cousu d'azur chargé d'une fleur de lys aussi d'or surmontée d'un lambel aussi de gueules, au second d'or à la grappe de raisin au naturel accostée de deux rameaux d'olivier de sinople posés en chevron renversé (troncato: nel 1º di rosso, alla stella di 16 raggi d'oro (stella dei Baux), al cantone cucito d'azzurro, caricato da un giglio pure d'oro sormontato da un lambello pure di rosso; nel 2º d'oro, al grappolo d'uva al naturale, accostato da due rami d'olivo di verde, posti in scaglione rovesciato) |
|        | Cuges-les-Pins Fascé, d'or et de gueules de six pièces, au chef d'azur, chargé du mot CUGES d'or (fasciato d'oro e di rosso, al capo d'azzurro, caricato dalla parola CUGES d'oro) |
|        | La Destrousse De gueules à trois tours d'or maçonnées de sables (di rosso, a tre torri d'oro, murate di nero) |
|        | Éguilles D'azur, à trois aiguilles d'argent, surmontées de trois étoiles de même (d'azzurro, a tre aghi d'argento, posti in palo e ordinati in fascia, quello centrale rovesciato, sormontati da tre stelle dello stesso) |
|        | Ensuès-la-Redonne D'azur au dauphin couché d'argent surmonté d'une étoile des Baux d'or, au chef du même à quatre pals de gueule (d'azzurro, al delfino coricato d'argento, sormontato da una stella dei Baux d'oro, al capo dello stesso, a quattro pali di rosso) |
|        | Eyguières D'azur aux trois aiguières d'argent, celle en chef à dextre contournée (d'azzurro, a tre brocche d'argento, quella nel canton destro del capo rivoltata) |
|        | Eyragues D'argent au champ d'azur à la masse d'eau, arrachée et tigée au naturel, flottant sur un marais flotté d'azur, accompagnée de deux hydrophiles (d'argento, al giunco al naturale, fruttato di tre pezzi, nascente da una campagna d'azzurro, accompagnato da due idrofile di nero) |
|        | Eygalières D'argent, à un gril de sable, le manche en bas (d'argento, alla griglia di nero, con il manico in basso) |
|        | La Fare-les-Oliviers 'D'azur, à une main dextre de carnation, tenant un flambeau d'or, allumé de gueules (d'azzurro, alla mano destra di carnagione, tenente una fiaccola d'oro, infiammata di rosso) |
|        | Fontvieille D'or au levrier rampant de sable colleté aussi d'or (d'oro, al levriero rampante di nero collarinato del campo) |
|        | Fuveau D'azur, à une boucle de ceinture d'or, posée en fasce, adextrée d'une palme du même, posée en pal et accompagné du mot FUVEAU aussi d'or, la première syllabe en chef et la seconde en pointe (d'azzurro, alla fibbia di cintura d'oro, posta in fascia, addestrata da una palma dello stesso, posta in palo e accompagnata dalla parola FUVEAU pure d'oro, la prima sillaba in capo e la seconda in punta) |
|        | Gardanne D'azur, à un grand A, sommé d'une croix haussée et fleuronnée, accostée en fasce de deux roses et soutenue en pointe des deux lettres G et A, le tout d'or (d'azzurro, alla grande lettera A, cimata da una croce alzata fiordalisata, accostata da due rose poste in fascia e sostenuta dalle due lettere G e A, il tutto d'oro) |
|        | Gémenos D'argent, à un arbre de sinople, planté au milieu d'une terrasse du même et au pied de l'arbre, deux petits enfants, d'or, assis et s'entretenant (d'argento, all'albero di verde, piantato al centro di una terrazza dello stesso, e ai piedi dell'albero due piccoli bambini, d'oro, seduti e che si intrattengono) |
|        | Gignac-la-Nerthe D'or, à un olivier de sinople, accosté de deux lettres G et G de sable (d'oro, all'olivo di verde, accostato da due lettere G e G maiuscole di nero) |
|        | Grans D'azur térassé de sinople à trois épis de blé d'or (d'azzurro, terrazzato di verde, a tre spighe di grano d'oro, ordinate in fascia) |
|        | Graveson De gueules, à une croix de Lorraine ou à double traverse, d'argent, accompagnée en pointe de trois bezans d'or, posés 2 et 1 (di rosso, alla croce di Lorena d'argento, accompagnata in punta da tre bisanti d'oro posti 2, 1) |
|        | Gréasque De gueules, à un lion d'argent, coupé d'argent, à un griffon de gueules (troncato di rosso, al leone d'argento, e d'argento, al grifone di rosso) |
|        | Istres D'azur à l'étoile d'or (d'azzurro, alla stella d'oro) |
|        | Jouques De gueules, à un coq d'or à dextre et une poule d'argent à senestre, affrontés sur une terrasse de sinople, et un chef d'or, chargé du mot JOUQUES en caractères de sable (di rosso, al gallo d'oro a destra e una gallina d'argento a sinistra, affrontati su una terrazza di verde; al capo d'oro, caricato della parola JOUQUES in lettere maiuscole di nero) |
|        | Lamanon D'or, à un lacs d'amour, d'azur, en pal (d'oro, al laccio d'amore d'azzurro, posto in palo) |
|        | Lambesc D'azur, à une croix de Lorraine ou patriarcale, d'or (d'azzurro, alla croce patriarcale (di Lorena) d'oro) |
|        | Lançon-Provence D'azur, à une étoile à 16 raies, d'or (d'azzurro, alla stella di 16 raggi d'oro) |
|        | Maillane De gueules au monogramme de Jesus Hominum Salvator, JHS croiseté d'argent, soutenu de cinq clous de la passion appointés du même (di rosso, al monogramma di Jesus Hominum Salvator, JHS, d'argento, sostenente una croce latina dello stesso, accompagnato da cinque chiodi della passione, pure d'argento, appuntati in punta) |
|        | Mallemort De sable, à une tête de mort, d'argent,posée en coeur, soutenue de deux os du même, passés en sautoir et surmontée d'un vase d'or couché, en chef et une bordure d'argent, chargée du mot MALLEMORT en lettres de sable (di nero, al teschio d'argento, posto in cuore, sostenuto da due ossa dello stesso, passate in decusse e sormontato da un vaso d'oro coricato, in capo; alla bordura d'argento, caricata dalla parola MALLEMORT in lettere maiuscole di nero) |
|        | Marignane d'azur à la lettre M capitale d'or surmontée d'une étoile du même (d'azzurro, alla lettera maiuscola M d'oro, sormontata da una stella dello stesso) |
|        | Marsiglia d'argent à la croix d'azur (d'argento, alla croce d'azzurro) |
|        | Martigues de gueules à la tour d'argent, ouverte et ajourée du champ, maçonnée de sable, accompagnées de deux clefs adossées aussi d'argent (di rosso, alla torer d'argento, aperta e finestrata del campo, murata di nero, accompagnata da due chiavi addossate, pure d'argento) |
|        | Mas-Blanc-des-Alpilles 'D'azur, à un mât de vaisseau, d'argent (d'azzurro, all'albero reciso di vascello d'argento) |
|        | Maussane-les-Alpilles Partie de gueules et de sable avec une étoile à 16 rais d'or (partito di rosso e di nero, alla stella di 16 raggi d'oro attraversante) |
|        | Meyrargues 'Parti, au premier d'azur au lévrier rampant d'argent, au second de gueules à l'étoile de huit rais d'argent; le tout sommé d'un chef d'argent chargé de trois tourteaux de sable (partito: nel 1° d'azzurro, al levriere rampante d'argento; nel 2° di rosso, alla stella a otto raggi d'argento; al capo d'argento caricato di tre torte di nero) (l'immagine in realtà presenta una stella d'oro e non d'argento) |
|        | Mimet 'D'azur, à trois bandes d'or et un chef, d'argent, chargé du mot MIMET, de sable (d'azzurro, a tre bande d'oro; al capo d'argento, caricato dalla parola MIMET in lettere maiuscole di nero) |
|        | Miramas D'azur, à une clef d'or, posée en pal, le peneton entouré de sept besans d'argent, trois à dextre et quatre à senestre, et l'anneau en losange adextré de la lettre M, aussi d'argent (d'azzurro, alla chiave d'oro, posta in palo, col congegno in alto, accostata da sette bisanti d'argento, tre a destra e quattro a sinistra, con l'impugnatura a losanga addestrata dalla lettera maiuscola M pure d'argento) |
|        | Mollégès 'De sinople, à trois molettes d'or, posées en bande (di verde, a tre spronelle d'oro ordinate in banda) |
|        | Mouriès 'D'azur à la tour d'argent ouverte et maçonnée de sable, sommée de deux colombes d'argent, becquées et membrées de gueules, supportant de leur bec un écusson du même à l'étoile à 16 rais d'argent (d'azzurro, alla torre d'argento, aperta e murata di nero, cimata da due colombe d'argento, imbeccate e membrate di rosso, tenenti col becco uno scudetto di rosso, caricato da una stella a 16 raggi d'argento) |
|        | Noves 'd'or, à un ours de sable, et un chef du même (d'oro, all'orso di nero; al capo dello stesso) |
|        | Orgon 'D'azur, à une Notre-Dame d'argent, entourée d'un cercle ovale rayonnant, d'or (d'azzurro, alla Nostra Signora d'argento, circondata da un ovale raggiante d'oro) |
|        | Paradou De gueules aux deux tours d'or, maçonnées de sable, rangée en fasce en pointe, surmontées d'une étoile de seize rais d'argent (di rosso, a due torri d'oro, murate di nero, ordinate in fascia nella punta, sormontate da una stella di sedici raggi d'argento) |
|        | Pélissanne D'azur, à un pélican d'or, au chef d'argent, chargé de trois flammes, de gueules (d'azzurro, al pellicano d'oro; al capo d'argento, caricato di tre fiamme di rosso) |
|        | La Penne-sur-Huveaune 'Coupé: au premier d'or au lévrier de sinople, au second de gueules à la barre d'argent (troncato: nel 1° d'oro, al levriere di verde; nel 2° di rosso, alla sbarra d'argento) |
|        | Les Pennes-Mirabeau Echiqueté d'azur et d'argent de quatre tires (scaccato d'azzurro e d'argento di quattro file) |
|        | Peynier D'azur, à trois pommes de pin d'or (d'azzurro, a tre pigne d'oro) |
|        | Peypin d'or aux quatre coeurs de gueules appointés en sautoir (d'oro, a quattro cuori di rosso appuntati in decusse) |
|        | Peyrolles-en-Provence D'azur à la tour d'argent, maçonnée de sable, posée sur des ondes aussi d'argent mouvant de la pointe (d'azzurro, alla torre d'argento, murata di nero, posata su onde, pure d'argento, moventi dalla punta) |
|        | Plan-de-Cuques De sinople, au lion dragonné accroupi d'or, crachant une gerbe d'eau d'argent chargée du millésime 1873 d'azur ; au chef composé : à dextre au champ d'argent à la croix d'azur (qui est de Marseille), chargé en pointe du millésime 1792 d'or brochant sur le tout ; en coeur au champ d'or à quatre pals de gueules (qui est de Provence ancien) ; à senestre au champ d'azur au croissant renversé d'argent accompagné en pointe de trois étoiles et en chef de deux demi-vols de même (qui est d'Allauch), chargé en pointe du millésime 1937 d'or (di verde, al leone dragonato aggruppato d'oro, vomitante un getto d'acqua d'argento caricato dal millesimo 1873 d'azzurro; al capo interzato in palo: nel 1º d'argento, alla croce d'azzurro (che è di Marsiglia), caricato in punta dal millesimo 1792 d'oro attraversante sul tutto; nel 2º d'oro, a quattro pali di rosso (che è della Provenza antica); nel 3º d'azzurro, al crescente rivoltato d'argento, accompagnato in punta da tre stelle e in capo da due semivoli dello stesso (che è di Allauch), caricato in punta dal millesimo 1937 d'oro)                                     |
|        | Port-de-Bouc de gueules à l'ancre de marine d'or avec sa gumène du même, surmontée d'une trangle aussi d'or étayée aux cantons de deux bâtons du même mouvant des flancs, l'un en barre à dextre et l'autre en bande à senestre (di rosso, all'ancora cordata d'oro, sormontata da una trangla dello stesso, puntellata ai due cantoni da due bastoni pure d'oro moventi dai fianchi) |
|        | Puyloubier D'or, à un bois de sinople, mouvant du flanc senestre, et un loup de sable sortant de ce bois (d'oro, al bosco di verde, uscente dal lato sinistro, al lupo di nero uscente dal bosco) |
|        | Le Puy-Sainte-Réparade D'argent, à un pal d'azur, coupé de sinople, à un cheval gai, d'or (troncato d'argento, al palo d'azzurro, e di verde, al cavallo allegro d'oro) |
|        | Rognac De sable, semé de faux d'or (di nero, seminato di falci d'oro poste in sbarra) |
|        | Rognes D'or, à un loup ravissant d'azur, lampassé et armé de gueules (d'oro, al lupo rapace d'azzurro, armato e lampassato di rosso) |
|        | Rognonas D'azur, à trois rognons ou testicules de mouton d'or, deux et un, les deux en chefs adossés (d'azzurro, a tre rognoni o testicoli di montone d'oro, i due in capo addossati) |
|        | La Roque-d'Anthéron D'or, à un chevron d'azur, accompagné en pointe d'un rocher de gueules (d'oro, allo scaglione d'azzurro, accompagnato in punta da una roccia di rosso) |
|        | Roquefort-la-Bédoule D'azur à la tour d'or batie sur un rocher d'argent mouvant de la pointe (d'azzurro, alla torre d'oro sostenuta da una roccia d'argento movente dalla punta) |
|        | Roquevaire D'or, à une montagne de gueules, surmontée d'une étoile de même (d'oro, alla montagna di rosso nascente dalla punta, sormontata da una stella dello stesso) |
|        | Rousset 'or, à un rosier de sinople, fleuri de trois roses, de gueules (d'oro, al rosaio di verde, fiorito di tre rose di rosso) |
|        | Le Rove D'or au rencontre de chèvre du Rove au naturel surmonté des inscriptions en lettres capitales de sable « VILLE » et « DU », l'une au dessus de l'autre en chef et « ROVE » en pointe. (d'oro, a quattro pali di rosso; a destra un ramo di quercia fruttata di nero; a sinistra un ariete nascente d'argento; caricato dalle parole VILLE DU ROVE di nero) |
|        | Saint-Andiol De sable, à un saint Andéol d'argent (di nero, al Sant'Andéol d'argento) |
|        | Saint-Antonin-sur-Bayon De gueules à une croix alésée pattée d'argent (di rosso, alla croce scorciata e patente d'argento) |
|        | Saint-Chamas De gueules au pont Favien d'or posé sur un plan d'eau d'azur mouvant de la pointe et chargées de deux poissons affrontés d'argent (di rosso, al ponte Favien d'oro, posto su una pianura d'acqua d'azzurro movente dalla punta e caricata da due pesci affrontati d'argento) |
|        | Saint-Étienne-du-Grèsl D'azur à une église d'or sur une terrasse de même (d'azzurro, alla chiesa d'oro, su una terrazza dello stesso) |
|        | Saint-Estève-Janson D'or, à une bande de sinople, coupé d'azur, à un levrier d'argent (troncato d'oro, alla banda di verde, e d'azzurro, al levriere d'argento) |
|        | Saint-Marc-Jaumegarde D'azur au lion ailé d'or - passant ou assis - sur une terrasse d'argent (d'azzurro, al leone alato d'oro - rivoltato (?), passante o seduto - su una terrazza d'argento) |
|        | Saint-Martin-de-Crau Coupé, au premier d'azur au trois rayons d'or en barre mouvant du chef à senestre, une cape de berger d'argent suspendue au premier et brochant sur les autres; au second de gueules au mouton d'argent (troncato: nel 1° d'azzurro, a tre raggi d'oro in sbarra moventi dalla sinistra del capo, al mantello da pastore appeso al primo raggio e attraversante sugli altri; nel 2° di rosso, al montone d'argento) |
|        | Saint-Mitre-les-Remparts D'azur, à une crosse d'or en pal, accostée de deux fleurs de lis, du même (d'azzurro, al pastorale d'oro posto in palo, accostato da due gigli dello stesso) |
|        | Saint-Paul-lès-Durance Tranché au premier de gueules à un bouc rampant d'argent surmonté d'une fleur de lys d'or; au second de sable à six faux renversées d'or posées 1, 2 et 3; une bande d'argent chargée d'un atome de sable brochant sur le tout (trinciato: nel 1° di rosso, all'ariete rampante d'argento, sormontato da un giglio d'oro; nel 2° di nero, a sei falci rivoltate d'oro, poste 1, 2 e 3; alla banda d'argento, caricata da un atomo di nero) |
|        | Saint-Pierre-de-Mézoargues 'D'azur, à une maison ou ruine de maison , d'argent (d'azzurro, alla casa in rovina d'argento, coperta di rosso) |
|        | Saint-Rémy-de-Provence D'or aux quatre pals de gueules, au chef d'azur chargé de trois fleurs de lys du champ (d'oro, a quattro pali di rosso; al capo d'azzurro, caricato di tre gigli del campo) |
|        | Saint-Savournin D'or à l'arbre arraché de sinople, accosté de deux lettres S capitales de sable (d'oro, all'albero sradicato di verde, accostato di due lettere maiuscole S di nero) |
|        | Saint-Victoret de gueules, à l'escarboucle pommetée et fleurdelysée d'or (di rosso, al raggio di carbonchio pomettato e fiordalisato d'oro) |
|        | Saintes-Maries-de-la-Mer De gueules, à deux saintes affrontées, d'argent, tenant chacune une boite d'or et étant dans un navire, aussi d'or, sans voiles, sans rames, et sans timon, exposé dans une mer agitée d'azur, ondée d'argent (di rosso, a due sante affrontate d'argento, ciascuna tenente una scatola d'oro, ritte in una barca, pure d'oro, senza vele, senza remi e senza timone, posta in un mare agitato d'azzurro, ondato d'argento) |
|        | Salon-de-Provence D'or au lion de sable armé et lampassé de gueules, tenant entre ses pattes un écusson ovale d'azur chargé d'une fleur de lys d'or (d'oro, al leone di nero, armato e lampassato di rosso, tenente con le zampe uno scudetto ovale d'azzurro, caricato di un giglio d'oro) |
|        | Sausset-les-Pins D'azur à la mer ondée d'argent et du champ de quatre pièces mouvant de la pointe, au pin au naturel brochant et mouvant aussi de la pointe, adextré d'un dauphin d'argent et senestré d'un soleil d'or issant de la mer (d'azzurro, al mare ondato d'argento e del campo di quattro pezzi movente dalla punta, al pino al naturale attraversante e movente anch'esso dalla punta, addestrato da un delfino d'argento e sinistrato da un sole d'oro uscente dal mare) |
|        | Sénas D'argent, à un chef d'azur, chargé d'un chêne, d'or (d'argento, al capo d'azzurro, caricato da una quercia d'oro) |
|        | Septèmes-les-Vallons D'or à l'arbre arraché de sinople sommé d'un aigle au vol abaissé issant soudé d'argent, à la plaine partie d'azur et de gueules (d'oro, all'albero sradicato di verde, cimato da un'aquila dal volo abbassato nascente, saldata d'argento, alla pianura partita d'azzurro e di rosso) |
|        | Simiane-Collongue D'or, semé de tours et de fleurs de lys, d'azur (d'oro, seminato di torri e gigli d'azzurro) |
|        | Tarascona Coupé : au premier de gueules au château donjonné de trois tourelles d'argent, ouvert du champ, ajouré et maçonné de sable, posé sur la partition , au second d'azur à la tarasque de six pattes d'or avalant un homme d'argent (troncato: nel 1º di rosso, al castello torricellato di tre torrette d'argento, aperto del campo, finestrato e murato di nero, posto sulla partizione; nel 2º d'azzurro, alla tarasca a sei zampe d'oro, ingollante un uomo d'argento) |
|        | Le Tholonet D'azur, à une fasce d'or, coupé d'or à un ours d'azur (troncato d'azzurro, alla fascia d'oro, e d'oro, all'orso d'azzurro) |
|        | Trets D'argent, à trois trèfles de sinople 2 et 1 (d'argento, a tre trifogli di verde) |
|        | Vauvenargues Fascé, d'or et d'azur de six pièces, à un chef d'argent (fasciato d'oro e d'azzurro, al capo d'argento) |
|        | Velaux D'or à la vache de gueules posée sur une montagne de sinople mouvante de la pointe (d'oro, alla vacca di rosso posata su una montagna di verde movente dalla punta) |
|        | Venelles D'or, à un sautoir de gueules et un chef cousu d'argent, chargé du mot VENELLES de sable (d'oro, al decusse di rosso; al capo cucito d'argento, caricato dalla parola VENELLES in lettere maiuscole di nero) |
|        | Ventabren D'azur, à une haute montagne, d'argent, sur une rivière du même et un chef cousu de gueules, chargé d'un soleil d'or (d'azzurro, alla montagna alta d'argento, su un fiume dello stesso; al capo cucito di rosso, caricato di un sole d'oro) |
|        | Vernègues D'argent, à un cheval gai d'azur, coupé de sable, à une bande d'or (troncato: nel 1° d'argento, al cavallo allegro d'azzurro; nel 2° di nero, alla banda d'oro ) |
|        | Verquières d'argent à l'aiguière de sinople (d'argento, alla brocca di verde) |
|        | Vitrolles D'or, à une tour de gueules, sur une terrasse du même (d'oro, alla torre di rosso, su una terrazza dello stesso) |